# Vulcain (planète)
Pour les articles homonymes, voir Vulcain.
 (août 2020).
Si vous disposez d'ouvrages ou d'articles de référence ou si vous connaissez des sites web de qualité traitant du thème abordé ici, merci de compléter l'article en donnant les références utiles à sa vérifiabilité et en les liant à la section « Notes et références ».
Vulcain est une hypothétique planète intramercurienne, c'est-à-dire orbitant entre le Soleil et Mercure. Son existence a été postulée par Urbain Le Verrier en 1859 pour expliquer les avances de phases de Mercure non justifiées par l'influence de toutes les planètes connues. Il est aujourd'hui admis que la planète Vulcain n'existe pas, la relativité générale expliquant la différence en question.

## Des anomalies dans l'orbite de Mercure
Mercure connaît une légère perturbation dans son mouvement par rapport au modèle prévu par la mécanique newtonienne, appelée précession du périhélie. À chaque révolution autour du Soleil, le périhélie de l'orbite de Mercure avance légèrement tout en tournant autour du Soleil. Toutes les planètes connaissent ce phénomène causé par l'influence gravitationnelle des autres corps du système solaire et qui peut être expliqué par les lois classiques de la mécanique céleste. Pour Mercure en revanche, il reste une très légère avance de 43 secondes d'arc par siècle par rapport à l'orbite calculée à partir des lois de Newton et de Kepler.
Il devenait assez embarrassant pour les astronomes de constater un décalage pouvant aller jusqu'à une heure par rapport aux dates prévues des transits de Mercure. En 1842, l'astronome français Urbain Le Verrier — conseillé par François Arago — se pencha sur le problème, en vain, avant de se tourner vers les anomalies d'Uranus qui le mèneront à découvrir en 1846 la planète Neptune, uniquement à l'aide des lois de la mécanique céleste. Le Verrier revint alors au problème de Mercure, revit tous les calculs mais trouva toujours ce décalage de 43 secondes d'arc. Il postula alors la présence d'un ou plusieurs corps entre le Soleil et l'orbite de Mercure, dont l'interaction gravitationnelle perturberait le mouvement de Mercure, à l'instar d'Uranus et Neptune. Au centre de données sur les taches solaires de Zurich furent recensées par Johann Rudolf Wolf deux douzaines de taches sur le Soleil qui indiqueraient même deux orbites intramercuriennes, de 26 et 38 jours.
Le 28 mars 1859, Le Verrier reçut une lettre d'un astronome amateur, Edmond Modeste Lescarbault, médecin à Orgères-en-Beauce, à propos d'une tache noire qu'il aurait vue passer devant le Soleil deux jours avant et qui serait probablement le transit d'une planète intramercurienne. Lescarbault rapporta avoir observé la tache durant une heure et quart, parcourant un quart du disque solaire, et en estima son inclinaison orbitale (entre 5,3° et 7,3°), sa longitude (environ 183°), une importante excentricité et le temps de transit (4 h 30). L'annonce de la découverte de cette planète fut présentée à l'Académie des Sciences le 2 janvier 1860 par Le Verrier et la nouvelle planète reçut le nom de « Vulcain », dieu romain du feu, de la forge, des volcans. Le Verrier postula alors que cette planète était responsable des anomalies du mouvement de Mercure et se mit en tête de la découvrir. À partir des informations de Lescarbault, il détermina la période orbitale de 19 jours et 7 heures à une distance moyenne de 0,1427 ua, une inclinaison de 12° 10' et un nœud ascendant à 12° 59'. Il en déduisit également un diamètre d'environ 2 000 km et une masse d'un dix-septième de celle de Mercure. Ainsi, bien que sa masse fût trop faible pour rendre compte des anomalies de l'orbite de Mercure, la planète observée par Lescarbault, avança-t-il, était peut-être le plus gros d'une série d'astres formant une hypothétique ceinture d'astéroïdes interne à l'orbite de Mercure.

## À la recherche de Vulcain
Mercure était déjà difficile à observer, à cause de sa proche distance au Soleil. Elle n'était déjà visible qu'au lever et au coucher du Soleil. Le cas de Vulcain, ainsi que les autres astéroïdes de la ceinture intramercurienne, était encore plus ardu puisque plus proche encore du Soleil. Il y avait deux moyens d'observer Vulcain : profiter d'une éclipse pour observer le ciel alentour du Soleil ou bien observer un transit de Vulcain devant le Soleil.
Le Verrier profite de l'éclipse de Soleil de 1860 pour mobiliser tous les astronomes français afin de repérer Vulcain, mais sans succès. La planète fut recherchée pendant quelques décennies. Une vingtaine de rapports d'observations passées similaires à celle de Lescarbault furent rassemblées par Haase en 1872, dont celle de W. Lummis du 20 mars 1862 ; une des rares observations retenues par Le Verrier. D'autres observations de ce corps sont rapportées par John Hind le 3 novembre 1871 et William Denning le 26 mars 1873. Le 4 avril 1876, l'astronome allemand M. Weber observe une tache ronde sur le Soleil. Celle-ci concorderait avec l'orbite calculée par Le Verrier et celle de 38 jours de Wolf. De nombreuses observations sont relevées mais pas toujours en accord avec l'orbite prédite par Le Verrier ou infirmées par d'autres observations effectuées au même moment.
Après la mort de Le Verrier, en 1877, l'enthousiasme avec lequel les astronomes recherchaient la planète est peu à peu tombé.
Lors de l'éclipse du 29 juillet 1878, l'astronome J.C Watson dit avoir vu deux points lumineux qui ne pouvaient être autre chose que des planètes, tandis que Lewis Swift aurait également repéré Vulcain, mais à une position différente. Cependant, des photographies prises lors de l'éclipse n'ont révélé aucune trace de Vulcain.

## L'orbite de Mercure expliquée par Einstein
La réponse fut finalement apportée en 1916 par Albert Einstein avec la théorie de la relativité générale. En appliquant la relativité générale au mouvement de Mercure, on en arrive à la précession mesurée et il n'y a plus d'irrégularité. Vulcain et les autres corps de cette ceinture d'astéroïdes intramercurienne n'avaient plus lieu d'être. L'analyse de photographies prises par Erwin Freundlich (en) durant une éclipse totale à Sumatra en 1929 n'apporta aucun signe de la présence de Vulcain. En 1970 et 1971 pourtant, certains chercheurs pensaient avoir trouvé la planète en question mais il ne s'agissait certainement que de comètes qui étaient passées près du Soleil voire qui étaient entrées en collision avec lui.
Depuis, aucune des nombreuses observations, jusqu'aux expériences menées en 1974 à bord du Skylab, n'a confirmé la présence de cette planète. Les multiples taches observées par les astronomes étaient sans doute des astéroïdes proches de la Terre, alors inconnus à l'époque, ou bien des étoiles mal identifiées pour les cas de Watson et Swift. Ces hypothétiques astéroïdes sont appelés des vulcanoïdes.

## Vulcain dans la fiction
L'histoire de la recherche de Vulcain par les astronomes fut racontée dans un épisode de la série Arthur C. Clarke's Mysterious World dans les années 1980.
L'existence potentielle de Vulcain en tant que planète du système solaire en a fait pour la science-fiction une planète potentiellement explorable, comme Mars, Mercure ou Jupiter. Ainsi, on trouve des récits comme Vulcan's Workshop (1932) de Harl Vincent, se situant dans une colonie pénitentiaire sur Vulcain, ou At the Center of Gravity (1936) mettant en scène deux astronautes perdus sur la planète. Un épisode de la série Doctor Who de 1966, « The Power of the Daleks » a lieu dans une colonie sur Vulcain.
Certaines fictions utilisent le nom pour une planète ne se situant pas dans le système solaire, comme Vulcain dans la série Star Trek ou dans le roman Les Oubliés de Vulcain de Danielle Martinigol (dans lequel le choix du nom fait référence au caractère très volcanique de la planète).